# (3529) Dowling
(3529) Dowling es un asteroide perteneciente al cinturón de asteroides, descubierto el 2 de marzo de 1981 por Schelte John Bus desde el Observatorio de Siding Spring, Nueva Gales del Sur, Australia.

## Designación y nombre
Designado provisionalmente como 1981 EQ19. Fue nombrado Dowling en honor al científico  estadounidense de ciencias planetarias Timothy Edward Dowling.